# えちぜん鉄道勝山永平寺線
勝山永平寺線（かつやまえいへいじせん）は、福井県福井市の福井駅から福井県勝山市の勝山駅までを結ぶえちぜん鉄道の鉄道路線である。
2003年にえちぜん鉄道へ譲渡されるまでは京福電気鉄道（京福電鉄）によって運営され、路線名は越前本線（えちぜんほんせん）と称していた。福井から九頭竜川に沿って織物の町、勝山を結んでいる。京福時代の1974年までは、勝山から先の福井県大野市の京福大野駅まで路線が延びていた。また、途中の永平寺口駅（当時は東古市駅）からは曹洞宗の大本山である永平寺への参詣路線として永平寺線が分岐していた。

## 路線データ
- 路線距離（営業キロ）：福井駅 - 勝山駅間 27.8 km
- 軌間：1067 mm
- 駅数：23駅（起終点駅含む）
- 複線区間：なし（全線単線）
- 電化区間：全線電化（直流600 V）
- 閉塞方式：自動閉塞式
- 最高速度：65 km/h[1]

## 運行形態
福井駅 - 勝山駅間の全線を通して運行される列車が基本だが、平日の朝には福井駅 - 永平寺口駅間の区間列車が下り1本・上り2本運転されている。日中時間帯は毎時2本が運行されており、この時間帯の半数の列車は比島駅を通過する。
平日の朝には快速列車が福井行きのみ運転されている。快速列車は勝山駅から松岡駅まで通過運転、松岡駅から終点の福井駅まで各駅に停車する。通過運転区間の途中停車駅は発坂駅・越前竹原駅・山王駅・永平寺口駅である。
勝山駅の始発列車は5時20分発と早く、北陸新幹線との接続が図られている。以前は、週明けの月曜日（ハッピーマンデーなどで休日の場合は翌日）早朝に、勝山駅5時発で快速運行を行う「めざましトレイン」が運行されていたが、2019年（令和元年）10月1日のダイヤ改正で廃止され、代わりに定期列車の始発が繰り上げられた。福井駅の終電は23時8分発であったが、北陸新幹線の最終列車に接続するため2024年（令和6年）3月16日からは23時20分発に繰り下げられ、勝山駅終着時刻は日付を跨ぐようになった。
福井口駅に車庫がある関係で、福井駅 - 福井口駅間に回送列車があり、福井発の始発列車も福井口駅から回送されてくる。2024年3月16日のダイヤ改正で福井口駅 → 永平寺口駅間に下り1本回送列車が設定された。勝山駅では車両の夜間滞泊を行っている。
基本的にワンマン運転だが、昼間の列車には女性アテンダントが乗務し、乗車券の販売・回収や車内アナウンス（観光・接続案内）、高齢者などの乗車・下車のサポートを行う。ただしドアの開閉は運転士が担当する。
1980年代は1時間あたり福井駅 - 東古市駅（現在の永平寺口駅）間が2本、東古市駅 - 勝山駅間が1本であったが、越前大仏の落慶法要で勝山駅まで2本に戻された。
京福電鉄時代は朝夕に特急・急行があり、終電は22時台半ばと早かった。

### 速達列車の変遷
|        | 福井 | 新福井 | 福井口 | 越前開発 | 越前新保 | 追分口 | 東藤島 | 越前島橋 | 観音町 | 松岡 | 志比堺 | 東古市 | … | 山王 | 越前竹原 | 小舟渡 | 保田 | 発坂 | 比島 | 勝山 | 備考          |
| ------ | ---- | ------ | ------ | -------- | -------- | ------ | ------ | -------- | ------ | ---- | ------ | ------ | - | ---- | -------- | ------ | ---- | ---- | ---- | ---- | ------------- |
| 2000年 | ●    | ●      | ●      | ●        | ●        | ●      | ●      | —        | —      | —    | —      | ●      | — | ●    | ●        | —      | —    | ●    | —    | ●    | 朝上り1本設定 |

|        | 福井 | 新福井 | 福井口 | 越前開発 | 越前新保 | 追分口 | 東藤島 | 越前島橋 | 観音町 | 松岡 | 志比堺 | 東古市 | … | 山王 | 越前竹原 | 小舟渡 | 保田 | 発坂 | 比島 | 勝山 | …    | 京福大野 | 備考                     |
| ------ | ---- | ------ | ------ | -------- | -------- | ------ | ------ | -------- | ------ | ---- | ------ | ------ | - | ---- | -------- | ------ | ---- | ---- | ---- | ---- | ---- | -------- | ------------------------ |
| 1971年 | ●    | ●      | ●      | —        | —        | —      | —      | —        | —      | ●    | —      | ●      | — | ●    | —        | ●      | —    | ●    | —    | ●    | —    | ●        |                          |
| 1986年 | ●    | ●      | ●      | —        | —        | —      | ●      | —        | —      | ●    | —      | ●      | — | ●    | ●        | —      | —    | ●    | —    | ●    | 廃止 | 廃止     | 朝上り1本、夕下り1本設定 |
| 2000年 | ●    | ●      | ●      | ●        | ●        | ●      | ●      | —        | ●      | ●    | —      | ●      | — | ●    | ●        | —      | —    | ●    | —    | ●    | 廃止 | 廃止     | 夕上り1本設定            |

|        | 福井 | 新福井 | 福井口 | 越前開発 | 越前新保 | 追分口 | 東藤島 | 越前島橋 | 観音町 | 松岡 | 志比堺 | 永平寺口 | … | 山王 | 越前竹原 | 小舟渡 | 保田 | 発坂 | 比島 | 勝山 | 備考           |
| ------ | ---- | ------ | ------ | -------- | -------- | ------ | ------ | -------- | ------ | ---- | ------ | -------- | - | ---- | -------- | ------ | ---- | ---- | ---- | ---- | -------------- |
| 2010年 | ●    | ●      | ●      | ●        | ●        | ●      | ●      | ●        | ●      | ●    | —      | ●        | — | ●    | ●        | —      | —    | ●    | —    | ●    | 朝上りのみ設定 |

### 恐竜列車
福井県立恐竜博物館のリニューアルに合わせ、2023年7月15日から、冬季を除く土休日や夏休み期間の毎日、観光列車として「恐竜列車」が福井駅 - 勝山駅間に運転されている。車両は元静岡鉄道1000形を改造したMC8000形電車を使用し、車体や車内に恐竜に関する装飾が施されている。途中停車は旅客の乗降を扱わない運転停車のみで、福井駅 - 勝山駅間の所要時間は約55分。乗車は予約制で、1日フリーきっぷと勝山市内バス乗り放題、福井県立恐竜博物館常設展観覧料、恐竜列車特別料金がセットの「恐竜列車セット券」の購入が必要となる。福井発勝山行きの下りのみの運転であったが、2024年3月16日から帰り便として上りの勝山発福井行きも運転されている。帰り便も予約制だが運賃と恐竜列車特別券で利用できる。
2014年から2022年までは、在来車両による「きょうりゅう電車」が土休日などに福井駅 → 勝山駅間で下りのみ1本運転されていた。途中停車は旅客の乗降を扱わない運転停車のみで、福井駅 - 勝山駅間の所要時間は約43分。「DINOSAUR EXPRESS」のヘッドマークを掲出して運行された。車内には恐竜のモニュメントが設置され、福井県立恐竜博物館監修の映像やアナウンスが流される。予約制で乗車には乗車券とは別に500円の特別券が必要であった（列車単体で予約できた）。

## 利用状況

### 輸送実績
勝山永平寺線の輸送実績を下表に記す。
表中、輸送人員の単位は万人。輸送人員は年度での値。表中、最高値を赤色で、最高値を記録した年度以降の最低値を青色で、最高値を記録した年度以前の最低値を緑色で表記している。
| 年度               | 輸送実績（乗車人員）：万人/年度 | 輸送実績（乗車人員）：万人/年度 | 輸送実績（乗車人員）：万人/年度 | 輸送密度 人/1日 | 特 記 事 項 |
| ------------------ | ------------------------------- | ------------------------------- | ------------------------------- | --------------- | ----------- |
| 年度               | 通勤 通学 定期                  | 定期外                          | 合計                            | 輸送密度 人/1日 | 特 記 事 項 |
| 2003年（平成15年） | 25.1                            | 35.2                            | 60.3                            |                 |             |
| 2004年（平成16年） | 47.4                            | 55.9                            | 103.3                           |                 |             |
| 2005年（平成17年） | 54.6                            | 61.7                            | 116.3                           |                 |             |
| 2006年（平成18年） | 57.1                            | 62.2                            | 119.3                           |                 |             |
| 2007年（平成19年） | 59.4                            | 64.5                            | 123.9                           |                 |             |
| 2008年（平成20年） | 62.2                            | 64.3                            | 126.5                           |                 |             |
| 2009年（平成21年） | 63.2                            | 61.5                            | 124.7                           |                 |             |
| 2010年（平成22年） | 62.9                            | 61.5                            | 124.4                           |                 |             |
| 2011年（平成23年） | 66.4                            | 61.9                            | 128.4                           |                 |             |
| 2012年（平成24年） | 67.7                            | 61.9                            | 129.5                           |                 |             |
| 2013年（平成25年） | 66.3                            | 63.0                            | 129.3                           |                 |             |
| 2014年（平成26年） | 67.8                            | 61.3                            | 129.2                           |                 |             |
| 2015年（平成27年） | 69.0                            | 67.3                            | 136.3                           |                 |             |
| 2016年（平成28年） | 70.1                            | 69.6                            | 139.6                           |                 |             |
| 2017年（平成29年） | 68.0                            | 69.5                            | 137.5                           |                 |             |
| 2018年（平成30年） | 69.5                            | 71.0                            | 140.5                           |                 |             |
| 2019年（令和元年） | 70.0                            | 66.9                            | 136.9                           |                 |             |
| 2020年（令和 2年） | 57.2                            | 41.1                            | 98.3                            |                 |             |
| 2021年（令和 3年） | 65.5                            | 44.3                            | 109.8                           |                 |             |
| 2022年（令和 4年） | 69.2                            | 54.8                            | 124.1                           |                 |             |

## 保安装置
交換可能駅に誤出発防止のためのATS-SWと、福井駅や福井口駅（福井方）に速度照査ATSが設置されている（15 km/hの速照）。
また、えちぜん鉄道ではJR福知山線脱線事故に伴い、安全性向上の観点からカーブの手前への速度照査ATSの設置をした。ATS形式はATS-Pなどの単独速度照査タイプではなく、従来から私鉄でよく使われている速度照査方式に準じたもので、ATS-SWをある程度の間隔で2個設置し、通過時間から速度を割り出す方式である。設置箇所は以下の通り（15、35、40、45 Km/hの速照）。
- 福井口駅手前（上り線）第2場内信号手前
- 永平寺口 - 志比堺間志比堺駅寄り神社鳥居近くのS字カーブ手前（上りからのみ）
- 越前竹原 - 小舟渡間小舟渡駅付近のS字カーブ手前（上り、下り方両方手前）
- 小舟渡 - 保田間保田寄りごみ焼却場近くの踏み切りカーブ手前
- 保田 - 発坂間保田駅近くの鉄橋手前（上りのみ）
- 勝山駅構内（1番線、2番線進入時）

また、踏切の異常を感知すると警告する「特殊信号発光機（点滅形）」がある。

## 歴史
福井県で電源開発を行っていた京都電燈の手により、1914年（大正3年）に越前電気鉄道として新福井駅 - 市荒川駅（現在の越前竹原駅）間が開業したのが始まり。福井県下初の電気鉄道であった。同年中に大野口駅まで開業し、福井と大野が結ばれた。
配電統制令により、解散することになった京都電燈の鉄軌道事業を1942年（昭和17年）に京福電気鉄道が継承。同社福井支社の越前本線となった。
自家用車の普及などで1960年代以降になると不採算区間の合理化が行われ、国鉄越美北線とも競合する越前本線の勝山駅 - 京福大野駅間が1974年（昭和49年）に廃止される。
残る区間も維持してきたが、京福電気鉄道は1992年（平成4年）に越前本線の東古市以東と永平寺線の廃止を表明し、県などが行政支援を講じてきた。しかし、2000年（平成12年）と2001年（平成13年）に列車衝突事故（京福電気鉄道越前本線列車衝突事故を参照）を起こし休止となり、2003年（平成15年）にえちぜん鉄道へ譲渡され、越前本線から勝山永平寺線と改称して運行が再開された。
なお北陸新幹線の整備計画により新福井駅 - 福井口駅間は2006年（平成18年）4月9日に単線化され、福井口駅 - 越前開発駅間についても当路線の高架化用地確保のため2015年（平成27年）9月27日に単線化。福井駅 - 新福井駅間も2018年（平成30年）6月24日の福井駅 - 福井口駅間の正式高架線切替に伴って単線化し、全線が単線となった。一度複線化した区間が単線に戻ったのは福井駅 - 福井口駅間が89年ぶり、福井口駅 - 越前開発駅間が90年ぶりである。

### 下荒井トンネル（隧道）
勝山駅 - 大野口駅間が開通した1914年（大正3年）当時、勝山側の下荒井から大野側へは、山を川沿いに大きく迂回（一部区間は旧・下荒井隧道）する線形であったが、1924年（大正13年）に直線的な経路で大野側に抜ける下荒井隧道（トンネル）を開通させた。トンネル幅が狭く高さも低いため、勝山方面からの通過できる車両が限られており、勝山駅 - 京福大野駅間では、251形電車などの比較的小型の車両しか使用されなかった。 トンネル内の架線は天井の低さからシンプルカテナリーに出来ず直接吊架式で、パンタグラフ摺り板と懸垂碍子との衝突事故を防ぐため、22 km/hの速度制限がかけられていた。 勝山側トンネル向かいにある下荒井六呂師口駅の駅舎は、この区間の廃線後、そのまま個人の所有となり現在も使われている。

### 年表
- 1914年（大正3年）
  - 2月11日：京都電燈により新福井駅 - 市荒川駅（現在の越前竹原駅）間が開業。
  - 3月11日：市荒川駅 - 勝山駅間が開業。観音町駅開業。
  - 4月10日：勝山駅 - 大野口駅間が開業。
  - 9月1日：志比口駅を福井口駅に改称。
- 1915年（大正4年）5月13日：追分口駅開業。
- 1916年（大正5年）
  - 4月11日[14]：新保駅（現在の越前新保駅）開業。
  - 8月21日：保田駅開業。
- 1918年（大正7年）9月1日：大野口駅 - 大野三番駅（後の京福大野駅）間が開業。嵭崎駅開業。大野口駅旅客営業廃止。
- 1919年（大正8年）6月1日：越前島橋駅開業[15]。
- 1920年（大正9年）
  - 5月19日：光明寺駅開業。
  - 10月10日：新在家駅開業。
- 1924年（大正13年）12月20日：下荒井駅 - 新在家駅間を新・下荒井隧道経由の新線に切り替え[16]。
- 1927年（昭和2年）1月1日：永平寺駅を永平寺口駅に改称。
- 1929年（昭和4年） 
  - この年までに藤島駅を東藤島駅に改称。
  - 9月21日：福井駅 - 新福井駅間が開業。新福井駅 - 福井口駅間複線化。新福井駅旅客営業廃止。
  - 11月20日：福井駅 - 新福井駅間複線化。
- 1931年（昭和6年）
  - この年までに下荒井駅を六呂師口駅に改称。
  - 5月1日 比島駅開業。
- 1932年（昭和7年）8月20日：開発駅（現在の越前開発駅）開業。
- 1934年（昭和9年）
  - 六呂師口駅を下荒井六呂師口駅に改称。
- 1935年（昭和10年）4月22日：福井口駅 - 開発駅間複線化。
- 1942年（昭和17年）3月2日：京都電燈の鉄軌道事業を京福電気鉄道が継承。越前本線となる。
- 1943年（昭和18年）7月1日：新福井駅旅客営業再開。
- 1944年（昭和19年）
  - 4月20日：比島駅休止。
  - 12月1日：永平寺口駅を東古市駅に改称。
- 1945年（昭和20年）4月5日：比島駅営業再開。
- 1948年（昭和23年）6月28日：福井地震のため全線不通に。8月に全線復旧。
- 年不明 嵭崎駅を信号所に変更。
- 1950年（昭和25年）
  - 8月15日：臨時駅として越前野中駅開業。18日まで営業。
  - 9月10日：常設駅として越前野中駅開業。
- 1951年（昭和26年）
  - 8月1日：開発駅を越前開発駅に、新保駅を越前新保駅に改称。
  - 12月15日：下志比駅開業。
- 1952年（昭和27年）10月1日：大野口駅旅客営業再開（これ以前にも旅客扱いの再開と廃止を繰り返す）。
- 1953年（昭和28年）5月1日：横枕駅を中津川駅に改称。
- 1955年（昭和30年）
  - 9月1日：山王駅 - 小舟渡駅間の市荒川駅、東市荒川信号所廃止。越前竹原駅開業。
  - 10月1日：大野三番駅を京福大野駅に改称。
- 1961年（昭和36年）12月16日：蓬生駅開業。
- 1965年（昭和40年）9月15日：四〇・九風水害により、真名川が氾濫して大野市内一帯が冠水。市内の道床が洗い流される[17]。
- 1970年（昭和45年）6月10日：嵭崎信号所廃止。
- 1974年（昭和49年）8月13日：勝山駅 - 京福大野駅間が廃止。
- 1980年（昭和55年）
  - 8月1日：福井口駅 - 勝山駅間の貨物営業廃止。
  - 10月26日：新福井駅 - 福井口駅間の貨物営業廃止。
- 1989年（平成元年）4月20日：閑散時の1両編成列車をワンマン運転化。
- 1991年（平成3年）3月20日：終日ワンマン運転開始。
- 2000年（平成12年）12月17日：志比堺駅 - 東古市駅間で越前本線と永平寺線の電車が正面衝突。
- 2001年（平成13年）6月24日：保田駅 - 発坂駅間で再び電車同士の正面衝突事故。全線運行休止となる[18]。
- 2003年（平成15年）
  - 1月17日：国土交通省が事業譲渡譲受を認可[19]。
  - 2月1日：京福電気鉄道からえちぜん鉄道へ事業譲渡[19]。路線名を勝山永平寺線に改称。
  - 2月20日：東古市駅を永平寺口駅に改称。
  - 7月20日：福井駅 - 永平寺口駅間が運行再開（前日特別運転）[20]
  - 10月19日：永平寺口駅 - 勝山駅間が運行再開（前日特別運転）
- 2005年（平成17年）4月1日：小舟渡駅と保田駅を快速以外全列車停車にする。
- 2006年（平成18年）4月9日：新福井駅 - 福井口駅間が単線化。
- 2014年（平成26年）4月26日：「きょうりゅう電車」運行開始[21]。
- 2015年（平成27年）9月27日：福井駅 - 福井口駅間が北陸新幹線の高架を使用して仮高架化[22][23]。福井口駅 - 越前開発駅間が単線化[24]。
- 2017年（平成29年）3月25日：全駅で駅ナンバリング実施[25]。
- 2018年（平成30年）6月24日：福井駅 - 福井口駅間をえちぜん鉄道の高架橋へ切り替える。福井駅 - 新福井駅間が単線化され全区間単線化（新福井駅は列車交換可能）。福井口駅も高架化[26][27][28][29]。
- 2021年（令和3年）
  - 3月2日：午後、小舟渡駅付近で斜面が崩落。勝山駅 - 山王駅間の上下線が運転見合わせとなり、福井駅 - 山王駅間で折り返し運転を実施[30][31]。
  - 4月6日：夕方、勝山駅 - 山王駅間の運転再開[32]。
- 2025年（令和7年）
  - 3月2日：比島駅 - 発坂駅間で上り始発列車が落石と衝突して脱線。山王駅 - 勝山駅間が運転見合わせ[33]。

## 駅一覧
- 全駅福井県内に所在。
- ●：停車、｜：通過（↑：福井行のみ運転）。普通列車に比島駅通過列車あり。
- 駅ナンバリングは2017年3月25日より実施｡

| 駅番号 | 駅名       | 駅間キロ | 営業キロ | 快速 | 接続路線                                                                                            | 所在地          |
| ------ | ---------- | -------- | -------- | ---- | --------------------------------------------------------------------------------------------------- | --------------- |
| E1     | 福井駅     | -        | 0.0      | ●    | 西日本旅客鉄道：北陸新幹線 ハピラインふくい：ハピラインふくい線 福井鉄道：福武線 (F22:福井駅停留場) | 福井市          |
| E2     | 新福井駅   | 0.5      | 0.5      | ●    | | 福井市          |
| E3     | 福井口駅   | 1.0      | 1.5      | ●    | えちぜん鉄道：三国芦原線                                                                            | 福井市          |
| E4     | 越前開発駅 | 0.9      | 2.4      | ●    | | 福井市          |
| E5     | 越前新保駅 | 1.0      | 3.4      | ●    | | 福井市          |
| E6     | 追分口駅   | 1.0      | 4.4      | ●    | | 福井市          |
| E7     | 東藤島駅   | 0.9      | 5.3      | ●    | | 福井市          |
| E8     | 越前島橋駅 | 0.7      | 6.0      | ●    | | 福井市          |
| E9     | 観音町駅   | 1.3      | 7.3      | ●    | | 吉田郡 永平寺町 |
| E10    | 松岡駅     | 1.1      | 8.4      | ●    | | 吉田郡 永平寺町 |
| E11    | 志比堺駅   | 0.9      | 9.3      | ↑    | | 吉田郡 永平寺町 |
| E12    | 永平寺口駅 | 1.6      | 10.9     | ●    | | 吉田郡 永平寺町 |
| E13    | 下志比駅   | 1.0      | 11.9     | ↑    | | 吉田郡 永平寺町 |
| E14    | 光明寺駅   | 0.8      | 12.7     | ↑    | | 吉田郡 永平寺町 |
| E15    | 轟駅       | 1.5      | 14.2     | ↑    | | 吉田郡 永平寺町 |
| E16    | 越前野中駅 | 1.5      | 15.7     | ↑    | | 吉田郡 永平寺町 |
| E17    | 山王駅     | 1.5      | 17.2     | ●    | | 吉田郡 永平寺町 |
| E18    | 越前竹原駅 | 2.1      | 19.3     | ●    | | 吉田郡 永平寺町 |
| E19    | 小舟渡駅   | 1.9      | 21.2     | ↑    | | 吉田郡 永平寺町 |
| E20    | 保田駅     | 1.9      | 23.1     | ↑    | | 勝山市          |
| E21    | 発坂駅     | 1.4      | 24.5     | ●    | | 勝山市          |
| E22    | 比島駅     | 1.9      | 26.4     | ↑    | | 勝山市          |
| E23    | 勝山駅     | 1.4      | 27.8     | ●    | | 勝山市          |

### 廃止区間
勝山駅 - 蓬生駅 - 大袋駅 - 嵭崎信号所 - 下荒井六呂師口駅 - 新在家駅（貨） - 中津川駅 - 大野口駅（貨） - 京福大野駅
※駅名は廃止時点のもの。嵭崎信号所はこの区間廃止前の1970年に廃止。
廃止区間は京福バスの勝山・大野線が代替しているが、勝山駅と大野市境近くの下荒井を除く勝山市区間では九頭竜川の対岸側を通る。

## 接続路線
- 福井駅：北陸新幹線、ハピラインふくい線、福井鉄道福武線
- 福井口駅：えちぜん鉄道三国芦原線

### 過去の接続路線
- 永平寺口駅：京福電気鉄道永平寺線 - 2001年6月25日から運休、2002年10月21日全線廃止。